# Byskemodellen

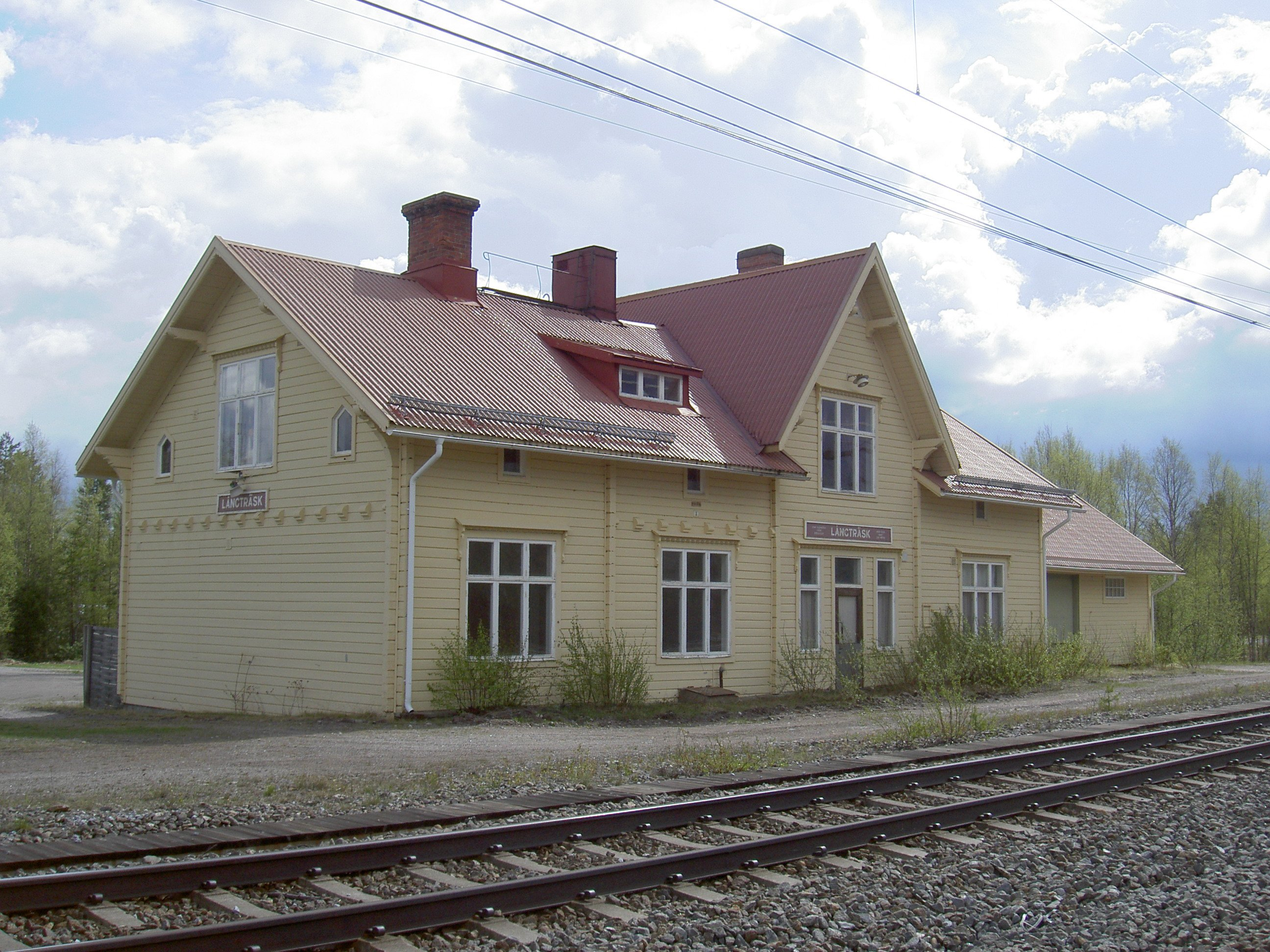
Järnvägsstationen i Långträsk.

Byskemodellen är en typ av järnvägsstationshus av VI-klassen ritat av chefsarkitekten vid Statens Järnvägars arkitektkontor Adolf W. Edelsvärd.
Kring sekelskiftet 1900 byggde svenska staten järnvägar till stor del i övre Norrland. Edelsvärd hade sin blivande efterföljare, Folke Zettervall, som medhjälpare. Byskemodellen är en typ av stationshus ur Edelsvärds produktion från denna tid. Den är uppkallad efter den station som i stället kom att heta Myrheden och idag ligger i den nordvästligaste delen av Skellefteå kommun. Mellan 1892 och 1899 uppfördes stationsbyggnader av byskemodellen på tio platser, i Moälven (sedan 1922 Moliden), Själevad, Tvärålund, Ekträsk, Åsträsk, Långträsk, Myrheden, Storsund, Brännberg och Hednoret. Åtta av stationerna ligger utmed stambanan genom övre Norrland, på sträckan mellan Vännäs och Boden. De två övriga, Moliden och Själevad, längs järnvägslinjen Mellansel–Örnsköldsvik.
Liksom flera av samtidens stationshus byggdes byskemodellen som timmerhus med tämligen grova stockar. Taken restes brant, och skärmtaket utanför väntsalen uppbars av kraftiga konsoler, som bildas av tvärväggens utdragna stockar. Utnyttjandet av utrymmen i stationshus av byskemodellen är typisk: Vid ena gaveln finns väntsal, och vid den andra gaveln en boställslägenhet om ett rum och kök. I mitten åt huset ligger expeditionen, och åt gården finns en förstuga med trappa till vinden, som inrymmer en boställslägenhet åt stationsföreståndaren. Planen visar en resgodsavdelning skild från expeditionen, i den del av väntsalen som vetter mot gården.
Husens exteriör är av mera ovanligt slag än interiören. Taket över trafikdelen ligger längs med banan, medan det över bostadsdelen ligger vinkelrätt mot, så att en gavelspets vänds mot denna. När senare några av husen förlängdes, kom denna gavel att bilda en central frontespis. Bottenvåningens bostad tycks också ganska snart ha tagits i anspråk som trafiklokaler.
Modellen fick även tjäna som förebild till andra stationshus vid andra banor, både vid statens banor och vid en enskild järnväg.[källa behövs]